# Thomas B. Catron
Thomas B. Catron (Lexington, 1840. október 6. – Santa Fe, 1921. május 15.) az Amerikai Egyesült Államok szenátora (Új-Mexikó, 1912–1917).